# Cibotiaceae

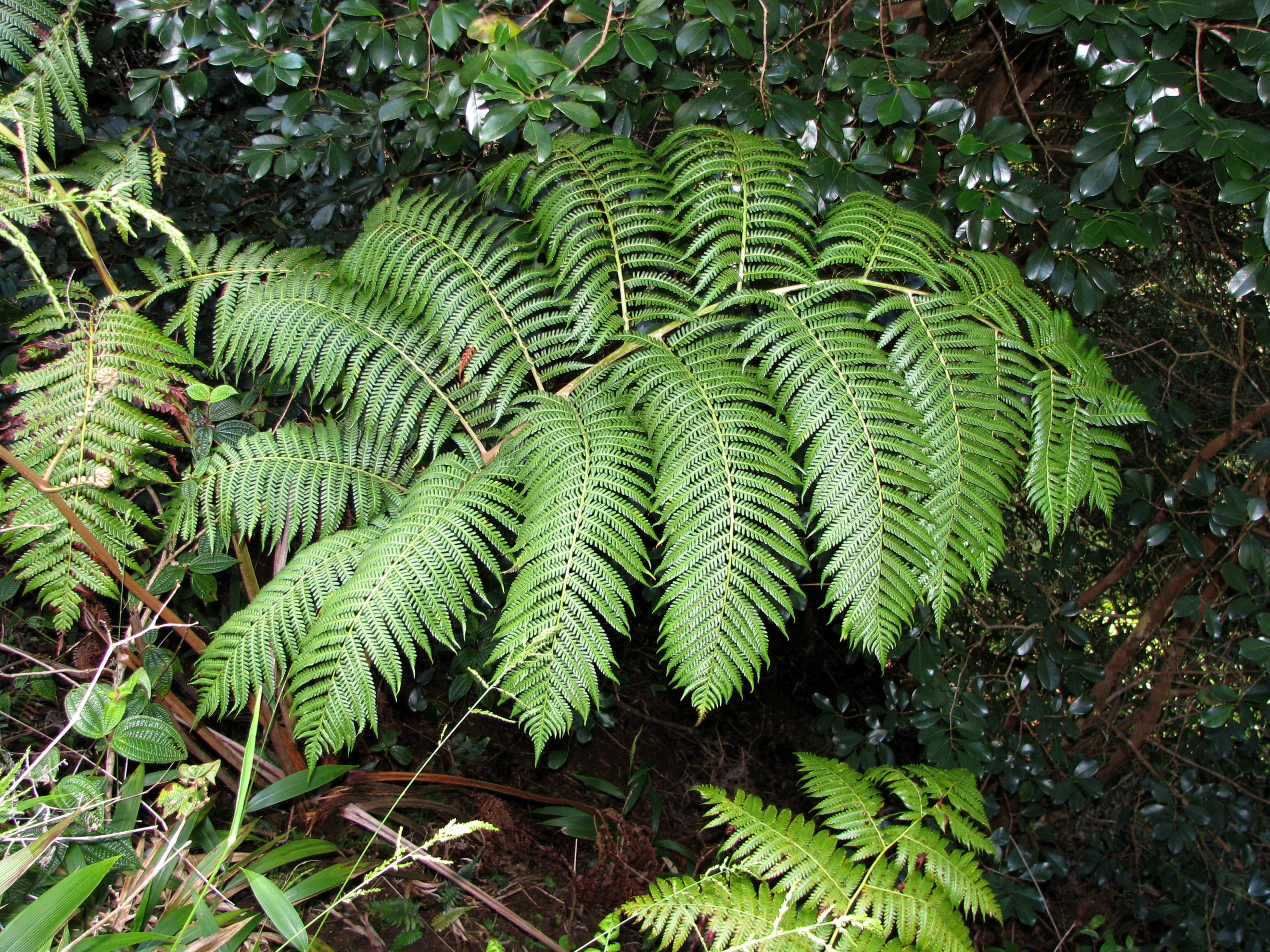
Cibotium chamissoi.

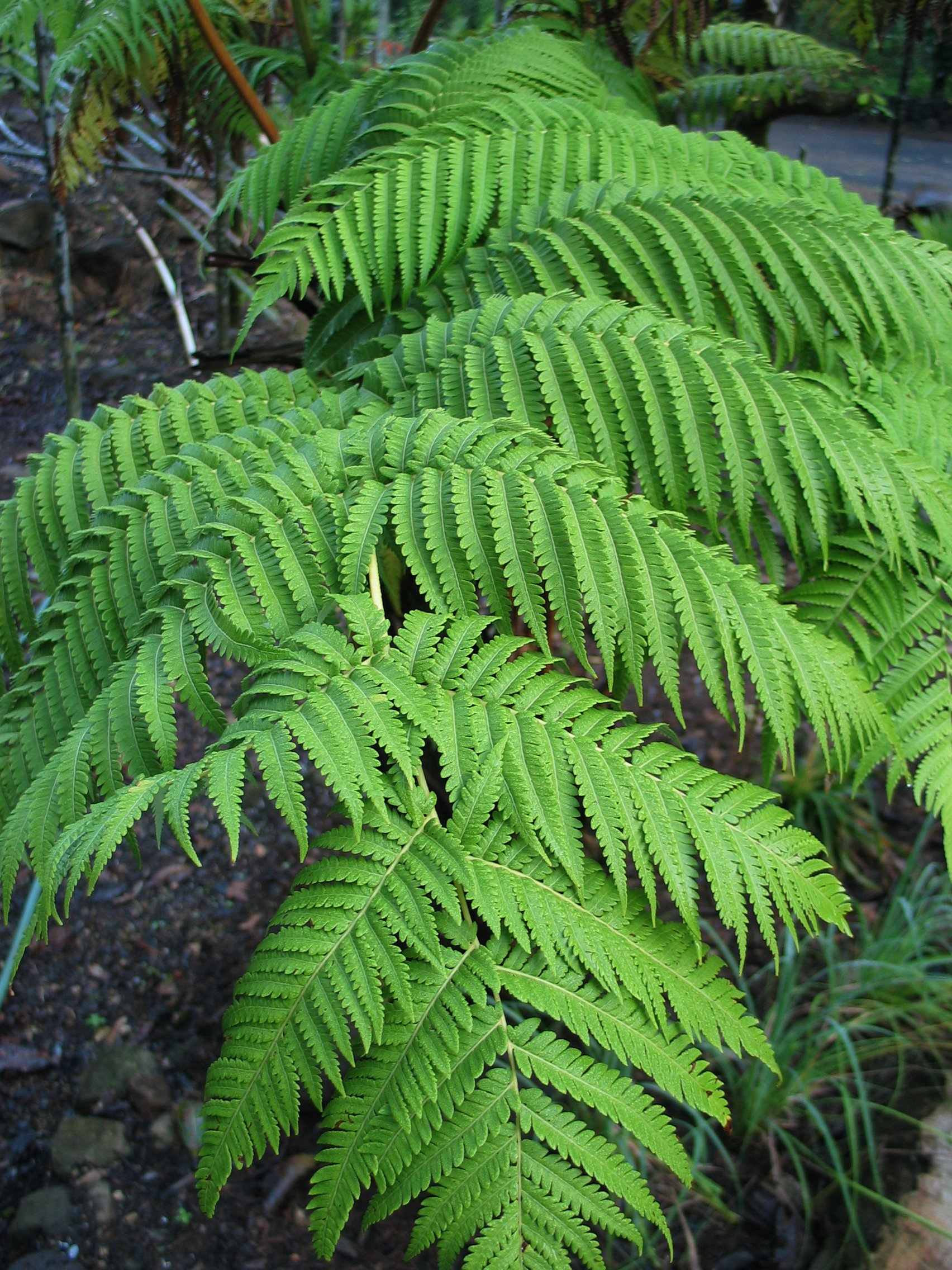
Cibotium glaucum.

Cibotiaceae é uma família monotípica de pteridófitas da ordem Cyatheales cujo único género é Cibotium (do grego κιβώτιον, kibṓtion, "pequeno cofre" or "caixa"), que agrupa 11 espécies de fetos arbóreos tropicais. A família foi aceite pelo Pteridophyte Phylogeny Group na sua classificação de 2016 (a PPG I), mas, em alternativa, a família pode ser tratada como a subfamília Cibotioideae de uma família Cyatheaceae definida de forma muito ampla, a colocação da família utilizada para o género na base de dados taxonómicos Plants of the World Online.

## Descrição
As espécies do género Cibotium crescem como plantas terrestres. Possuem um rizoma maciço, rasteiro, ascendente ou ereto, que pode atingir 6 metros de altura. O rizoma tem um solenóstele ou dictióstele. Na extremidade superior, apresenta pêlos amarelos e macios. Todo o rizoma é coberto pelas bases foliares permanentes das frondes caídas.
As frondes têm geralmente 2 a 4 metros de comprimento. Os pecíolos são peludos na base. Têm três feixes vasculares ondulados, que juntos formam um «ómega». As lâminas foliaress são bipinadas ou bipinatífidas, também multipinadas. As axilas das folhas secundárias e terciárias são sulcadas na superfície. As nervuras terminam livremente, são simples ou bifurcadas ou pinadas. As aberturas de clivagem têm três células acompanhantes.
Os soros estão localizados na margem da folha (marginal) nas extremidades dos nervos. Os indúsios são bi-lobados, cada um com um indúsio externo, não verde, e um indúsio interno, em forma de língua. As paráfises (filamentos estéreis) são filiformes. Os esporos são esférico-tetraédricos, com bordos distintos e um bordo equatorial relevado.
As paredes do anterídio são constituídas por cinco células.
O número cromossómico base é x = 68.

### Distribuição e habitat
As espécies do género estão distribuídas de forma bastante restrita no Hawaiʻi (quatro espécies, mais uma híbrida, coletivamente conhecidas como hāpuʻu), no Sudeste Asiático (cinco espécies) e nas florestas de nuvens da América Central e México (duas espécies). O habitat natural do género Cibotium é entre as árvores gotejantes e os barrancos dos riachos das florestas tropicais nas encostas vulcânicas do sotavento do Havai{ʻi.
O registo fóssil indica que o género já fez parte da flora boreotropical encontrada na Europa, no leste da América do Norte e no oeste da Ásia. A espécie †Cibotium oregonense fossilizado foi encontrado perto de Medford, Oregon, e †Cibotium iwatense fossilizado foi encontrado em Iwate, Japão.
Não existem colecções de Cibotium acessíveis ao público que cresçam ao ar livre na Europa, mas existem duas colecções em estufas no Royal Botanic Gardens, Kew e no RBG Edinburgh na Escócia. Os espécimes de Cibotium regale nas Estufas Reais de Laeken são visíveis ao público quando as estufas abrem em maio.

### Conservação
A pressão sobre os habitats de Cibotium havaianos vem do desenvolvimento que invade as áreas florestais, especialmente as áreas mais acessíveis e baixas, que são comercialmente atractivas para a limpeza de terrenos. Uma ameaça menos óbvia vem de uma espécie de feto arbóreo introduzido nas ilhas, a Cyathea cooperi (o feto arbóreo de jardim mais popular nos Estados Unidos), que escapou dos jardins suburbanos das ilhas e agora supera a flora endémica. Os esporos desta planta importada da Austrália, que cresce rapidamente, podem migrar muitos quilómetros até às florestas virgens de Cibotium. Trata-se de um fenómeno relativamente recente, mas que pode vir a ter graves consequências para o ecossistema de fetos arbóreos do Havaiʻi.

## Taxonomia e filogenia

### Taxonomia
A base de dados Plants of the World Online aceitou as seguintes espécies e híbridos:
| Imagem | Nome científico                                             | Distribuição                                                                            |
| ------ | ----------------------------------------------------------- | --------------------------------------------------------------------------------------- |
|        | Cibotium arachnoideum (C.Chr.) Holttum                      | Bornéu, Samatra                                                                         |
|        | Cibotium barometz (L.) J.Sm.                                | Hawaii (Oahu)                                                                           |
|        | Cibotium chamissoi Kaulf.                                   | Hawaii (Oahu).                                                                          |
|        | Cibotium cumingii Kunze                                     | Bornéu até às Filipinas.                                                                |
|        | Cibotium glaucum (Sm.) Hook. & Arn.                         | Hawaii                                                                                  |
|        | Cibotium × helenae D.D.Palmer (C. chamissoi × C. menziesii) | Hawaii (Oahu)                                                                           |
|        | Cibotium menziesii Hook.                                    | Hawaii                                                                                  |
|        | Cibotium nealiae Degen.                                     | Hawaii(Kauai)                                                                           |
|        | Cibotium regale Verschaff. ex Regel                         | México (Veracruz, Puebla, Chiapas), Belize, El Salvador, Guatemala, Honduras, Nicarágua |
|        | Cibotium schiedei Schltdl. & Cham.                          | México (Veracruz)                                                                       |
|        | Cibotium sumatranum Christ                                  | Samatra                                                                                 |
|        | Cibotium taiwanense C.M.Kuo                                 | Taiwan                                                                                  |

Algumas espécies extintas também foram colocadas neste género:
- †Cibotium iwatense Ogura
- †Cibotium oregonense Barrington

### Filogenia
Filogenia de Cibotium

|  | C. arachnoideum (Christensen) Holttum                                                                                    |
|  | |
|  | \| \| C. barometz (von Linné) Smith (Scythian Lamb, Golden Chicken Fern) \| \| \| \| \| \| C. cumingii Kunze \| \| \| \| |
|  | |
|  | C. barometz (von Linné) Smith (Scythian Lamb, Golden Chicken Fern)                                                       |
|  | |
|  | C. cumingii Kunze |
|  | |

|  | C. barometz (von Linné) Smith (Scythian Lamb, Golden Chicken Fern) |
|  |                                                                    |
|  | C. cumingii Kunze                                                  |
|  |                                                                    |

|  | C. regale Linden ex Smith (Royal cibotium)                       |
|  |                                                                  |
|  | C. schiedei von Schlechtendal & von Chamisso (Mexican tree fern) |
|  |                                                                  |

|  | C. chamissoi Kaulfuss (Man fern)                                                                              |
|  | |
|  | \| \| C. glaucum (Sm.) Hooker & Arnott (Hawaiian tree fern) \| \| \| \| \| \| C. menziesii Hooker \| \| \| \| |
|  | |
|  | C. glaucum (Sm.) Hooker & Arnott (Hawaiian tree fern)                                                         |
|  | |
|  | C. menziesii Hooker                                                                                           |
|  | |

|  | C. glaucum (Sm.) Hooker & Arnott (Hawaiian tree fern) |
|  |                                                       |
|  | C. menziesii Hooker                                   |
|  |                                                       |

|  | C. chamissoi Kaulfuss (Man fern)                                                                              |
|  | |
|  | \| \| C. glaucum (Sm.) Hooker & Arnott (Hawaiian tree fern) \| \| \| \| \| \| C. menziesii Hooker \| \| \| \| |
|  | |
|  | C. glaucum (Sm.) Hooker & Arnott (Hawaiian tree fern)                                                         |
|  | |
|  | C. menziesii Hooker                                                                                           |
|  | |

|  | C. glaucum (Sm.) Hooker & Arnott (Hawaiian tree fern) |
|  |                                                       |
|  | C. menziesii Hooker                                   |
|  |                                                       |

|  | C. regale Linden ex Smith (Royal cibotium)                       |
|  |                                                                  |
|  | C. schiedei von Schlechtendal & von Chamisso (Mexican tree fern) |
|  |                                                                  |

|  | C. chamissoi Kaulfuss (Man fern)                                                                              |
|  | |
|  | \| \| C. glaucum (Sm.) Hooker & Arnott (Hawaiian tree fern) \| \| \| \| \| \| C. menziesii Hooker \| \| \| \| |
|  | |
|  | C. glaucum (Sm.) Hooker & Arnott (Hawaiian tree fern)                                                         |
|  | |
|  | C. menziesii Hooker                                                                                           |
|  | |

|  | C. glaucum (Sm.) Hooker & Arnott (Hawaiian tree fern) |
|  |                                                       |
|  | C. menziesii Hooker                                   |
|  |                                                       |

|  | C. chamissoi Kaulfuss (Man fern)                                                                              |
|  | |
|  | \| \| C. glaucum (Sm.) Hooker & Arnott (Hawaiian tree fern) \| \| \| \| \| \| C. menziesii Hooker \| \| \| \| |
|  | |
|  | C. glaucum (Sm.) Hooker & Arnott (Hawaiian tree fern)                                                         |
|  | |
|  | C. menziesii Hooker                                                                                           |
|  | |

|  | C. glaucum (Sm.) Hooker & Arnott (Hawaiian tree fern) |
|  |                                                       |
|  | C. menziesii Hooker                                   |
|  |                                                       |

|  | C. arachnoideum (Christensen) Holttum                                                                                    |
|  | |
|  | \| \| C. barometz (von Linné) Smith (Scythian Lamb, Golden Chicken Fern) \| \| \| \| \| \| C. cumingii Kunze \| \| \| \| |
|  | |
|  | C. barometz (von Linné) Smith (Scythian Lamb, Golden Chicken Fern)                                                       |
|  | |
|  | C. cumingii Kunze |
|  | |

|  | C. barometz (von Linné) Smith (Scythian Lamb, Golden Chicken Fern) |
|  |                                                                    |
|  | C. cumingii Kunze                                                  |
|  |                                                                    |

|  | C. regale Linden ex Smith (Royal cibotium)                       |
|  |                                                                  |
|  | C. schiedei von Schlechtendal & von Chamisso (Mexican tree fern) |
|  |                                                                  |

|  | C. chamissoi Kaulfuss (Man fern)                                                                              |
|  | |
|  | \| \| C. glaucum (Sm.) Hooker & Arnott (Hawaiian tree fern) \| \| \| \| \| \| C. menziesii Hooker \| \| \| \| |
|  | |
|  | C. glaucum (Sm.) Hooker & Arnott (Hawaiian tree fern)                                                         |
|  | |
|  | C. menziesii Hooker                                                                                           |
|  | |

|  | C. glaucum (Sm.) Hooker & Arnott (Hawaiian tree fern) |
|  |                                                       |
|  | C. menziesii Hooker                                   |
|  |                                                       |

|  | C. chamissoi Kaulfuss (Man fern)                                                                              |
|  | |
|  | \| \| C. glaucum (Sm.) Hooker & Arnott (Hawaiian tree fern) \| \| \| \| \| \| C. menziesii Hooker \| \| \| \| |
|  | |
|  | C. glaucum (Sm.) Hooker & Arnott (Hawaiian tree fern)                                                         |
|  | |
|  | C. menziesii Hooker                                                                                           |
|  | |

|  | C. glaucum (Sm.) Hooker & Arnott (Hawaiian tree fern) |
|  |                                                       |
|  | C. menziesii Hooker                                   |
|  |                                                       |

|  | C. regale Linden ex Smith (Royal cibotium)                       |
|  |                                                                  |
|  | C. schiedei von Schlechtendal & von Chamisso (Mexican tree fern) |
|  |                                                                  |

|  | C. chamissoi Kaulfuss (Man fern)                                                                              |
|  | |
|  | \| \| C. glaucum (Sm.) Hooker & Arnott (Hawaiian tree fern) \| \| \| \| \| \| C. menziesii Hooker \| \| \| \| |
|  | |
|  | C. glaucum (Sm.) Hooker & Arnott (Hawaiian tree fern)                                                         |
|  | |
|  | C. menziesii Hooker                                                                                           |
|  | |

|  | C. glaucum (Sm.) Hooker & Arnott (Hawaiian tree fern) |
|  |                                                       |
|  | C. menziesii Hooker                                   |
|  |                                                       |

|  | C. chamissoi Kaulfuss (Man fern)                                                                              |
|  | |
|  | \| \| C. glaucum (Sm.) Hooker & Arnott (Hawaiian tree fern) \| \| \| \| \| \| C. menziesii Hooker \| \| \| \| |
|  | |
|  | C. glaucum (Sm.) Hooker & Arnott (Hawaiian tree fern)                                                         |
|  | |
|  | C. menziesii Hooker                                                                                           |
|  | |

|  | C. glaucum (Sm.) Hooker & Arnott (Hawaiian tree fern) |
|  |                                                       |
|  | C. menziesii Hooker                                   |
|  |                                                       |

## Etnobotânica
A espécie Cibotium glaucum, do Hawai'iʻ, é a espécie de Cibotium mais frequentemente encontrada no comércio de hortofloricultura, juntamente com a sua espécie irmã Cibotium chamissoi e a espécie de grande crescimento Cibotium menziesii. São por vezes vistas em jardins da Califórnia e de outras regiões isentas de geadas persistentes.
A espécie Cibotium barometz é mais conhecido pelo seu papel na medicina tradicional antiga. Na medicina tradicional chinesa, é utilizada como anti-inflamatório e anódino; os pêlos do seu rizoma são utilizados na Malásia e na China como estíptico para feridas. Continua a ser exportada da Malásia para este efeito.
Pedaços de rizoma cobertos de pêlos, com caules de rebentos a imitar pernas, foram utilizados para dar credibilidade à lenda medieval do Cordeiro Vegetal da Tartária, um híbrido meio ovelha, meio planta.
Historicamente, as mulheres do Havai'i utilizavam a parte peluda do Cibotium como tampão.